# Josef Ondračka
Josef Ondračka (11. července 1929 - 1988) byl český fotbalista, záložník, reprezentant Československa.

## Fotbalová kariéra
V československé lize hrál za Křídla vlasti Olomouc a Baník Ostrava. Nastoupil ve 191 ligových utkáních a dal 2 góly. Za československou reprezentaci nastoupil 1. 5. 1960 v přátelském utkání s Rakouskem, které skončilo výhrou 4:0. Za reprezentační B-tým nastoupil ve 2 utkáních.

## Ligová bilance
| Ročník                                   | Zápasy | Góly | Klub                  |
| ---------------------------------------- | ------ | ---- | --------------------- |
| Přebor československé republiky 1953     | -      | 1    | Křídla vlasti Olomouc |
| Přebor československé republiky 1954     | -      | 0    | Křídla vlasti Olomouc |
| Přebor československé republiky 1954     | -      | 0    | Baník Ostrava         |
| Přebor československé republiky 1955     | -      | 1    | Baník Ostrava         |
| 1. československá fotbalová liga 1956    | -      | 0    | Baník Ostrava         |
| 1. československá fotbalová liga 1957/58 | -      | 0    | Baník Ostrava         |
| 1. československá fotbalová liga 1958/59 | -      | 0    | Baník Ostrava         |
| 1. československá fotbalová liga 1959/60 | -      | 0    | Baník Ostrava         |
| 1. československá fotbalová liga 1960/61 | 20     | 0    | Baník Ostrava         |
| 1. československá fotbalová liga 1961/62 | 24     | 0    | Baník Ostrava         |
| 1. československá fotbalová liga 1962/63 | 6      | 0    | Baník Ostrava         |
| 1. československá fotbalová liga 1963/64 | 2      | 0    | Baník Ostrava         |
| CELKEM                                   | 191    | 2    |                       |